# ميخائيل غريفين (لاعب كرة قدم أمريكية)
ميخائيل غريفين (بالإنجليزية: Michael Griffin)‏ هو لاعب كرة قدم أمريكية أمريكي، ولد في 4 يناير 1985 في أوستن في الولايات المتحدة.

## وصلات خارجية
- ميخائيل غريفين على موقع مرجع كرة القدم المحترفة.كوم (الإنجليزية)